# Lysimètre
 (décembre 2023).
Si vous disposez d'ouvrages ou d'articles de référence ou si vous connaissez des sites web de qualité traitant du thème abordé ici, merci de compléter l'article en donnant les références utiles à sa vérifiabilité et en les liant à la section « Notes et références ».

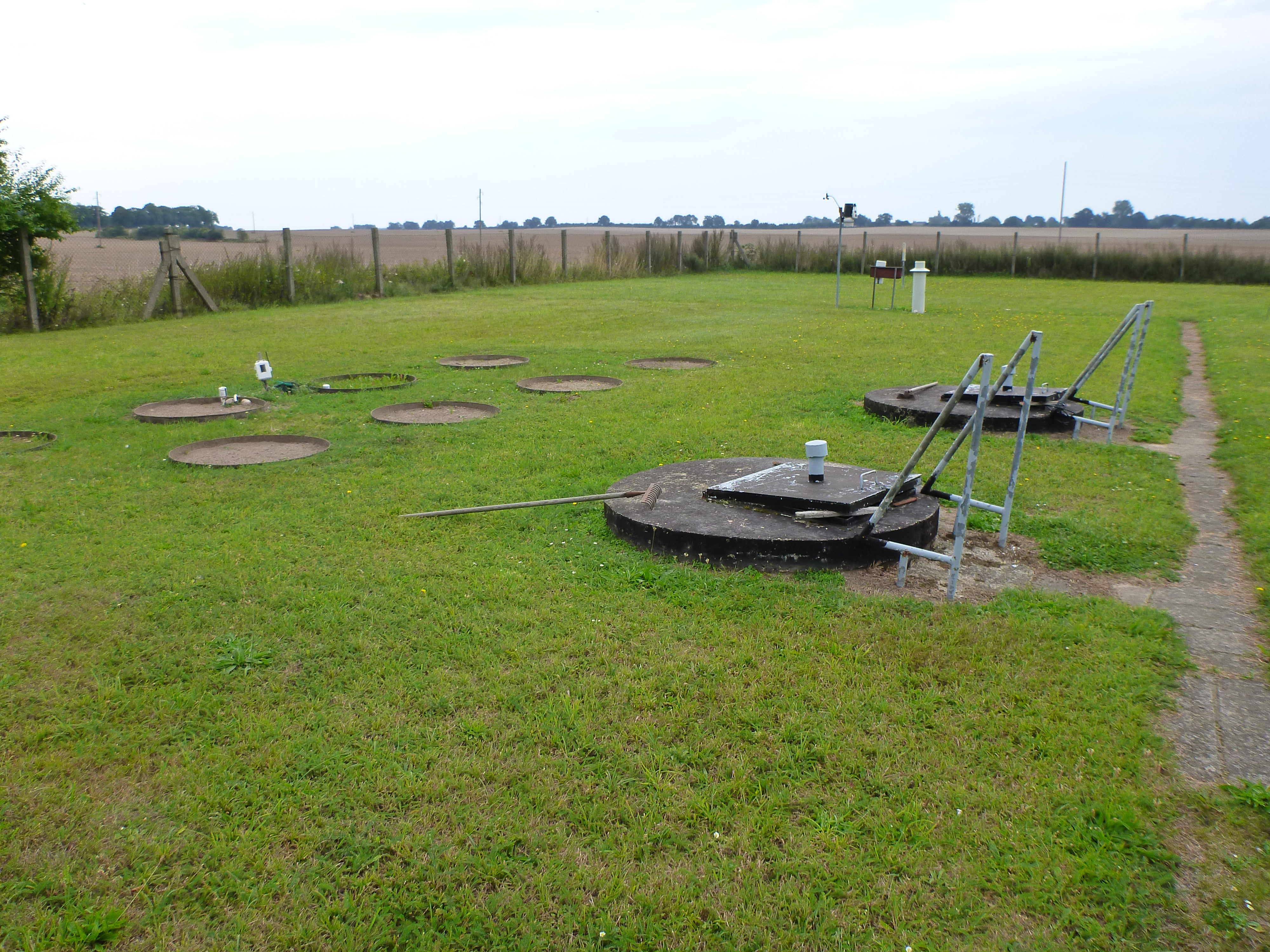
"Couvercles" de lysimètres, ici à Kittendorf, en Allemagne

Un lysimètre (du grec ancien λύσις « action de délier, dissolution, fin ») est un dispositif permettant d’étudier et de mesurer l’évolution de l’eau dans un sol naturel, agricole, forestier, expérimental, pollué ou dans un écotron. Le mot lysimètre décrit différents appareils, qui ont cependant en commun d’analyser les interactions Eau-Sol-Vivant, la part du vivant pouvant être limitée aux végétaux, ou incluant la microfaune et flore du sol, selon les cas. Lorsqu'il s'agit de mesurer uniquement l'évaporation des sols avec couverture végétale, on doit utiliser le terme « évapotranspiromètre ». Dans ce cas, le bac est muni d'un appareil de mesure des quantités d'eau ajoutées et perdues par évapotranspiration.
Malgré ses limitations, le lysimètre a permis de mieux comprendre le fonctionnement des sols, bien plus complexe qu’il n’y paraît au premier abord. Il permet notamment de caler certains modèles de transferts d'eau, de nutriments, de polluants (eutrophisants, pesticides, etc.), en milieu agricole, naturel ou dans des sols très loin de l'état naturel tels que ceux des terrains de golf.

## Description

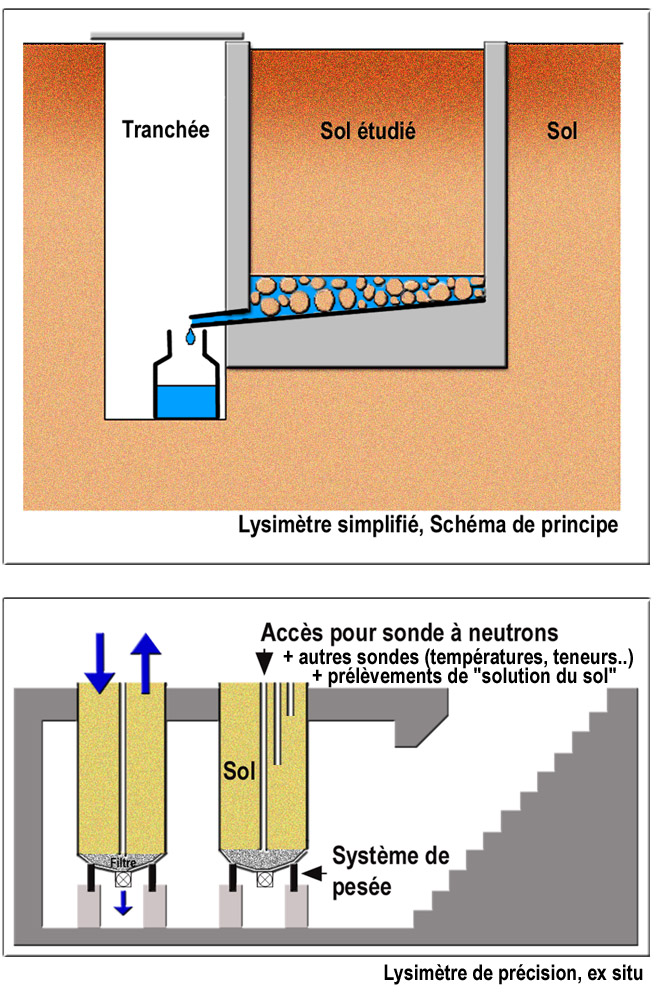
Lysimètre simple en haut et de précision en bas

Le lysimètre simple se présente comme un cylindre (ou un bac) en métal, béton ou plastique  ouvert en surface et rempli par le sol à tester. Ses côtés descendent de 1  à   2 m, ou plus, sous la surface profondeur et sont étanches, alors que le fond laisse percoler l’eau afin qu’on puisse la récolter. La végétation et les conditions à chaque niveau, surtout la teneur en eau, sont maintenues sensiblement identiques à celles du terrain en place. La mesure du débit d'eau et de différents autres composants à la base permet de connaître les caractéristiques du sol étudié. Il peut être placé in situ (sur le terrain à étudier) ou ex situ (en laboratoire). Le lysimètre de précision permet en plus une pesée permanente du système.
La cuve du lysimètre est emplie du même type de sol que celui du terrain avoisinant, ou mieux il est rempli d’une carotte prise dans le sol « le moins perturbé possible » à proximité. Ceci est une opération délicate, car l’extraction, le transport, la déshydratation ou la mise à l’air du bloc modifient la structure du sol prélevé ou l’activité ou la composition bactérienne. La quantité de sol placée dans un lysimètre varie de quelques kilogrammes à plusieurs dizaines de tonnes comme à Bushland au Texas (en).
Des accès horizontaux ou verticaux (généralement des tuyaux en matériaux chimiquement neutres), poreux sur toute ou une partie de leur longueur, permettent l’extraction de solutions aqueuses ou de gaz à différentes profondeurs du sol enfermé dans le lysimètre. Un système de pompe à main ou d’aspiration peut être associé pour la récupération de la solution du sol, par exemple via une bougie poreuse.
Un lysimètre ayant une surface d'évaporation d’un mètre carré permet de faciliter les calculs et conversions (1 litre d’eau = 1 mm/m2). Son système de pesée doit être périodiquement étalonné pour maintenir la validité des mesures. L’évolution récente des capteurs et du matériel de mesure doté de mémoire électronique permet une grande autonomie de l'appareil. Des appareils récents permettent des mesures ponctuelles de température et humidité par un rayon laser qui perturbent moins le sol.
Le lysimètre est le plus souvent associé avec une station météorologique pour noter les conditions de vents, hygrométriques et de précipitations non seulement sous abri Stevenson mais ayant aussi des capteurs thermo-hygrométrique au niveau du sol. Des panneaux solaires permettent aussi l’alimentation électrique de sites isolés.

## Utilisation

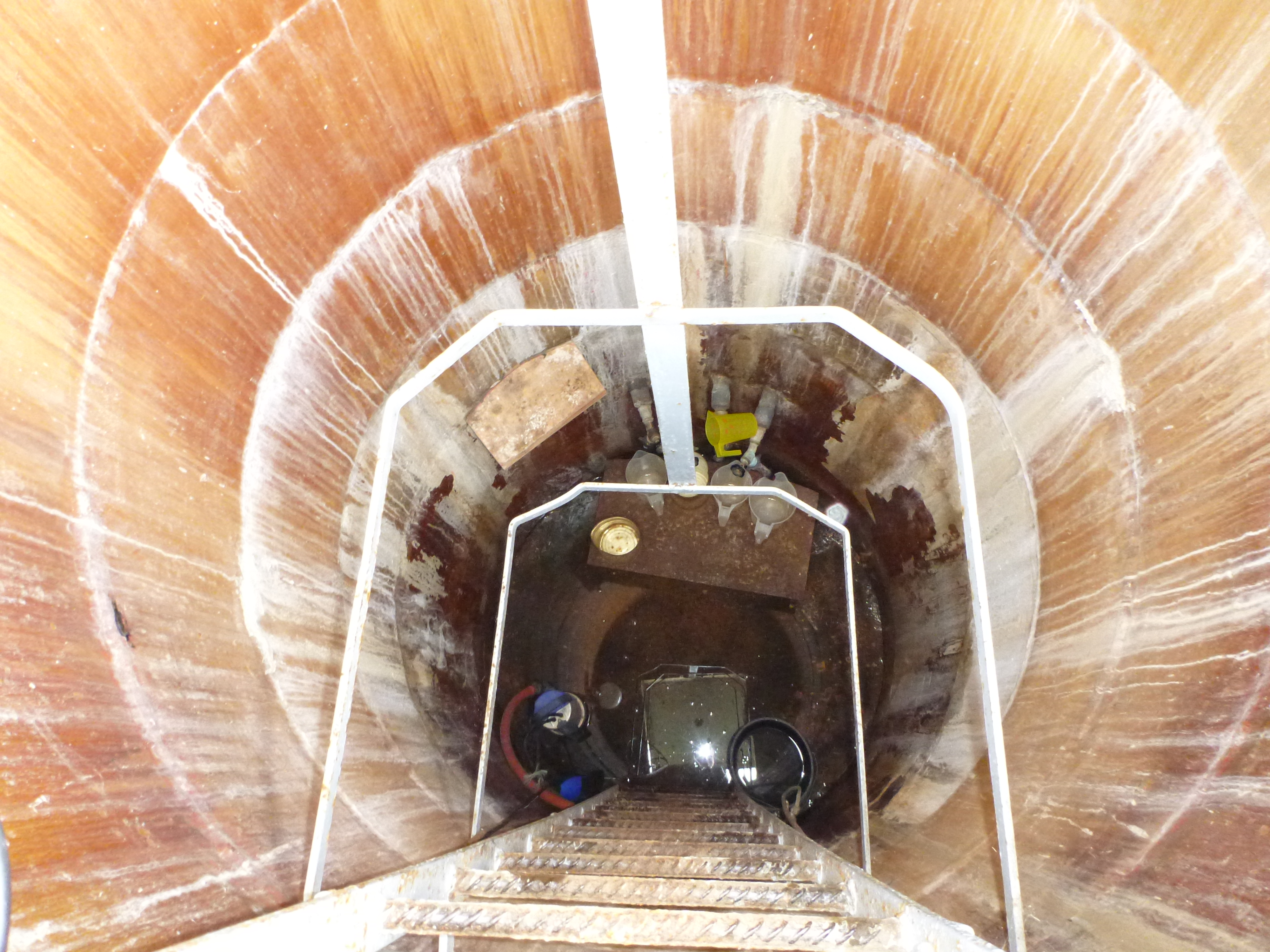
Vue du puits d'accès aux lysimètres d'une station

Le lysimètre permet d’étudier et comparer le comportement de l’eau et de ses solutés dans son parcours dans le sol, ou lors de son rejet vers le compartiment atmosphérique via l’évaporation et la transpiration des plantes ou de la microflore et microfaune du sol (infiltration, solubilisation de minéraux, température selon la profondeur, le type de sol et le taux de végétalisation ou la nature des végétaux, tension électrique/conductivité (traduisant la teneurs en sels), variation d’acidité et de dureté ou de composition de l’eau, mesure des flux). Un lysimètre de précision permet le calcul de l’évapotranspiration sur de courtes périodes. Des mesures au tensiomètre ou par sonde à neutrons permettent de calculer la relation « Humidité-profondeur-temps » et d'en déduire la teneur en eau par volume ainsi que la densité sèche correspondante. Cela donne le profil d’humidité du sol.
Ces paramètres sont importants pour étudier l’impact du désherbage, de la battance des sols, du tassement des sols agricoles ou forestiers à la suite des pratiques de cultures, l’impact de divers polluants et/ou intrants agricoles, du réchauffement climatique, des sécheresses, de la migration de polluants dans un sol pollué, etc. En laboratoire ou in situ, il est possible de faire varier certains paramètres (par exemple simuler une augmentation des pluies, de la température moyenne ou au contraire une diminution de ces facteurs) afin d’étalonner certains modèles.

## Limites
Bien que le sol étudié, naturel ou anthropisé (sol agricole, urbain et/ou pollué), soit aussi proche que possible que l'original, il est différent pour certaines caractéristiques. Sa composite pédologique et son fonctionnement écologique peuvent diverger avec le temps à cause de son confinement. Par exemple, l’eau y pénètre et en sort, mais pas les organismes fouisseurs comme les vers de terre qui auront une évolution de population différente. La variation de composition du sol par les micro-organisme et les apports de roche-mère par les racines sont également différents. L’évaporation y diffère légèrement et la circulation horizontale ne peut s’effectuer hors du volume contraint par l’installation. Les lysimètres de laboratoires, même in situ, ne sont généralement pas équipés pour simuler la remontée du niveau de la nappe phréatique ou la subir réellement. Des capteurs dans le sol original à proximité, rendent cependant possible d'observer dans quelle mesure le lysimètre a pu modifier certains paramètres.
Les lysimètres fermés classiques ne permettent pas l’étude des systèmes eau-sols-racines-mycorhizes dans le cas où les racines sont celles de grands arbres, seulement pour des arbustes. Certains systèmes ont une inertie thermique qui diffère fortement de celle du sol réel mais qui peut être mesurée ou en partie compensée.
Finalement, un seul lysimètre ne donne pas d’informations sur ce qui se passe aux grandes échelles, il faut alors construire un réseau de lysimètres associés à des piézomètres ou d’autres systèmes de surveillance.